# 北条時遠 (時房流)
北条 時遠（ほうじょう ときとお、生没年不明）は、鎌倉時代中期の北条氏の一門。北条時直の七男。通称は七郎。兄に清時、時通、政房、時藤、時基、時連がいる。
歌人として父や兄の清時・時通と共に、鎌倉幕府6代将軍宗尊親王の近臣として出仕した。弘長元年7月7日（1261年8月4日）、「宗尊親王家百五十番歌合」に列席している。